# Eugenia Lubliner
Eugenia Lubliner z domu Kon (ur. 25 grudnia 1869 w Warszawie, zm. 1940) – pedagog, działaczka społeczna, prekursorka pedagogiki specjalnej w Polsce, założycielka pierwszej w Polsce placówki dla dzieci niepełnosprawnych umysłowo. Siostra Feliksa Kona i Heleny Heryng.

## Życiorys
Była córką Jakuba Jankiela i Pauliny z domu Heilpern (1836–1916), siostry Maksymiliana.  Ukończyła gimnazjum w 1887 roku. 28 października 1888 wyszła za mąż za Stanisława Leopolda Lublinera. Wraz z Dorotą Zylberg była kierownikiem Instytutu Pedagogiki dla Małozdolnych. Ówczesna prasa donosiła, że od 1 lutego 1908 roku powstał w Warszawie Instytut Wychowawczo Naukowy dla dzieci mało zdolnych od lat 6 do 14. Zakład mieścił się przy ulicy Sewerynów 5, posiadał dwa oddziały i dwie sypialnie na 8 dzieci i mógł przyjąć 20 dzieci przychodnich. Po kilku latach, około 1915–1917, założyła szkołę w Olesinie Dużym koło Siedlec w majątku nazwanym przez rodzinę Sylwana. Szkoła miała internat, zajęcia szkoliły do rzemiosła. Szkoła istniała do około 1929 roku.
W latach 1915–1918 wykładała pedagogikę na Wydziale Humanistycznym Towarzystwa Kursów Naukowych w Warszawie.
Była lektorem Wolnej Wszechnicy Polskiej i członkiem wielu organizacji społecznych. Napisała m.in. opracowanie Szkoła dla dzieci niedorozwiniętych: jej zadania, środki i rezultaty. Zajmowała się działalnością charytatywną. Opublikowała książki dotyczące metodyki nauczania, artykuły na temat dzieci niedorozwiniętych. Działała w Polskim Towarzystwie Badań nad Dziećmi, gdzie wygłosiła m.in. referat na temat metody wychowania małych dzieci metodą Marii Montessori. Pomiędzy 19 a 22 grudnia 1924 uczestniczyła w I Polskim Zjeździe Nauczycieli Szkół Specjalnych, na którym wygłaszała m.in. referat Dziecko upośledzone umysłowo wobec nauki czytania. Na tym spotkaniu ogłosiła także powstanie nowego towarzystwa Liga opieki na dziećmi zaniedbanymi i opuszczonymi, które miało na celu walkę z przestępczością, m.in. przez tworzenie poradni wychowawczych.
W bazie danych z warszawskiego getta zachowało się wspomnienie z 1940 roku, zgodnie z którym Lublinerowa, była kierowniczka szkoły powszechnej, prowadziła w getcie szkołę prywatną na ulicy Nowolipki 35.
Jej starsza córka, Aniela (1890–1943), studiowała chemię, po studiach wyszła za mąż i nie pracowała zawodowo. Dwaj synowie, Stefan (1887–1943) i Wiktor Ostrowski (1895–1977) byli dziennikarzami,  najmłodsza Karolina Lubliner-Mianowska poświęciła się pracy naukowej. Jej wnuczką jest Ewa Maria Slaska, która napisała historię o swoich dziadkach.